# أيلي
أيلي (بالإنجليزية: Ailey, Georgia)‏ هي مدينة تقع في مقاطعة مونتغومري، جورجيا بولاية جورجيا في الولايات المتحدة. تبلغ مساحة هذه المدينة 5.3 (كم²)، وترتفع عن سطح البحر 76 م، بلغ عدد سكانها 432 نسمة في عام 2010 حسب إحصاء مكتب تعداد الولايات المتحدة.

## أعلام
- شوجار ري روبنسون

## وصلات خارجية
- Cities & Counties - Georgia.gov